# Annals of Surgery
Annals of Surgery est une revue médicale mensuelle à comité de lecture sur la science et la pratique chirurgicales. Elle est créée en 1885 par Lippincott Williams & Wilkins. Il s'agit de la revue scientifique la plus ancienne dédiée exclusivement à la chirurgie,. Les études qui y sont publiées sont parmi les plus citées dans le domaine.